# Lietuvos Nacionalinis Radijas ir Televizija

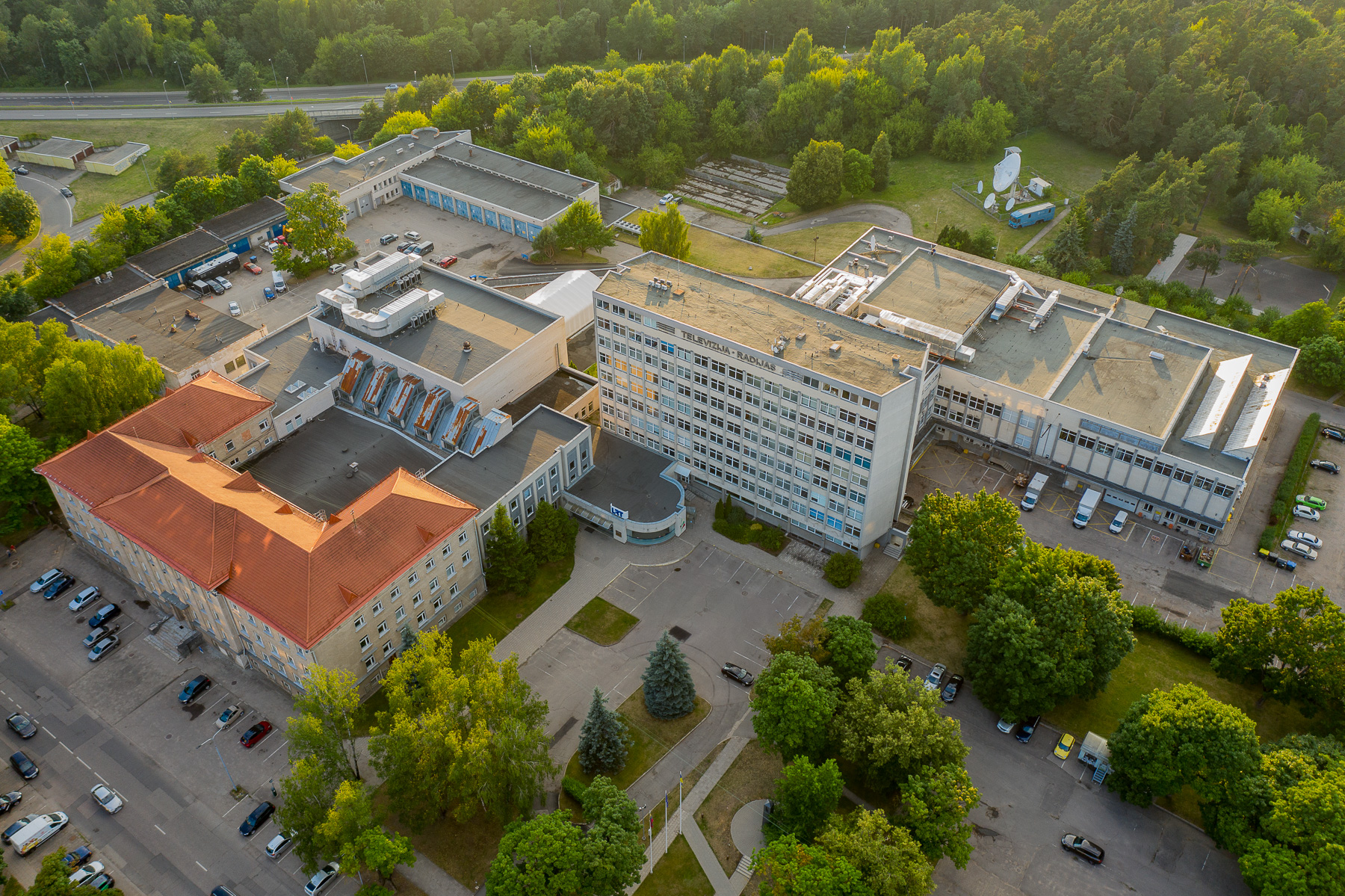

La Lietuvos Nacionalinis Radijas ir Televizija, spesso abbreviato in LRT, è l'azienda televisiva e radiofonica pubblica della Lituania.
La società trasmette due canali nazionali, un canale internazionale (trasmesso dal satellite Sirius 4) e una stazione televisiva ad alta definizione. LRT trasmette anche tre canali radio nazionali. LRT ha fornito servizi radio regolari dal 1926 e trasmissione televisiva dal 1957. LRT impiega circa 650 persone ed è stato ammesso come membro pienamente attivo dell'Unione Europea di radiodiffusione il 1º gennaio 1993.
Il Consiglio di Radio e Televisione Lituano sovrintende alle operazioni della LRT in base alla Legge sulla fornitura di informazioni al pubblico e alla legge sulla radio e televisione in Lituania. LRT è finanziato dal bilancio statale (circa il 75%) e pubblicità televisiva. Una tassa televisiva o un'imposta che ogni acquirente televisivo dovrebbe pagare è stata discussa nel 1996 come futura fonte di reddito per LRT.
Nel maggio 2007 LRT ha avviato un progetto di conversione di tutti i suoi film, tra cui 5.000 ore cinematografiche e circa 30.000 ore di videocassette in digitale.